# Malloewia vulgaris
Malloewia vulgaris är en tvåvingeart som först beskrevs av Oswald Duda 1930.  Malloewia vulgaris ingår i släktet Malloewia och familjen fritflugor. Inga underarter finns listade i Catalogue of Life.